# Liste des espèces végétales protégées en Picardie
La liste des espèces végétales protégées en Picardie est une liste officielle définie par le gouvernement français, recensant les espèces végétales qui sont protégées sur le territoire de la région Picardie, en complément de celles qui sont déjà protégées sur le territoire métropolitain. Elle a été publiée dans un arrêté du 17 août 1989.
Les noms de cette liste ont été mis à jour à l'aide de Tela Botanica, sauf pour l’Ophrys sphegodes (voir ci-dessous).

## Ptéridophytes
- Equisetum hyemale L., Prêle d'hiver.
- Equisetum sylvaticum L., Prêle des bois.
- Botrychium lunaria (L.) Sw., Botriche lunaire.
- Gymnocarpium dryopteris (L.) Newman, synonyme[2] de Currania dryopteris (L.) Wherry, Polypode du chêne.
- Ophioglossum vulgatum L., Ophioglosse commune.
- Oreopteris limbosperma (Bellardi ex All.) Holub, Fougère des montagnes.
- Osmunda regalis L., Osmonde royale.

## Phanérogames angiospermes

### Monocotylédones
- Anacamptis palustris (Jacq.) R.M.Bateman, Pridgeon & M.W.Chase, synonyme d’Orchis palustris Jacq., Orchis des marais.
- Anthericum ramosum L., Phalangère rameuse.
- Bothriochloa ischaemum (L.) Keng, Barbon pied-de-poule.
- Carex diandra Schrank, Laîche arrondie.
- Carex divulsa subsp. divulsa, synonyme de Carex canescens L., Laîche tronquée.
- Carex halleriana Asso, Laiche de Haller.
- Carex laevigata Sm., Laiche lisse.
- Carex lasiocarpa Ehrh., Laiche filiforme.
- Carex mairei Coss. & Germ., Laiche de Maire.
- Carex ornithopoda Willd., Laiche pied d'oiseau.
- Carex pulicaris L., Laiche puce.
- Carex reichenbachii Bonnet, Laiche de Reichenbach.
- Carex trinervis Degl. ex Loisel., Laiche à trois nervures.
- Cephalanthera longifolia (L.) Fritsch, Céphalanthère à feuilles en épée.
- Dactylorhiza incarnata (L.) Soó, Orchis incarnat.
- Dactylorhiza praetermissa (Druce) Soó, Orchis ignorée.
- Dactylorhiza viridis (L.) R.M.Bateman, Pridgeon & M.W.Chase, synonyme de Coeloglossum viride (L.) Hartm., Coeloglosse vert ; Orchis grenouille.
- Eleocharis acicularis (L.) Roem. & Schult., Scirpe épingle.
- Eleocharis ovata (Roth) Roem. & Schult., Scirpe ovale.
- Eleocharis quinqueflora (Hartmann) O.Schwarz, Scirpe pauciflore.
- Eriophorum angustifolium Honck., Linaigrette à feuilles étroites.
- Eriophorum latifolium Hoppe, Linaigrette à feuilles larges.
- Eriophorum vaginatum L., Linaigrette engainée.
- Fritillaria meleagris L., Fritillaire pintade.
- Gymnadenia odoratissima (L.) Rich., Gymnadénie odorante.
- Herminium monorchis (L.) R.Br., Herminie à un seul bulbe.
- Juncus squarrosus L., Jonc rude.
- Leucojum vernum L., Nivéole printanière.
- Limodorum abortivum (L.) Sw., Limodorum avorté.
- Luronium natans (L.) Raf., Flûteau nageant.
- Nardus stricta L., Nard raide.
- Neotinea ustulata (L.) R.M.Bateman, Pridgeon & M.W.Chase, synonyme d’Orchis ustulata L., Orchis brûlé.
- Ophrys sphegodes Mill., Ophrys araignée (s.l.)[3].
- Ophrys sphegodes Mill. subsp. araneola (Reichenb.) Laínz, Ophrys litigieux
- Ophrys sphegodes Mill. subsp. sphegodes, Ophrys sphegodes
- Ophrys sphegodes Mill. subsp. jeanpertii (E.G. Camus) J. Duvigneaud, Ophrys de Jeanpert
- Poa palustris L., Paturin des marais.
- Potamogeton alpinus Balb., Potamot des Alpes.
- Potamogeton coloratus Hornem., Potamot coloré.
- Potamogeton gramineus L., Potamot graminée.
- Potamogeton polygonifolius Pourr., Potamot à feuilles de Renouée.
- Rhynchospora alba (L.) Vahl., Rhynchospore blanc.
- Trichophorum cespitosum (L.) Hartm. , synonyme de Scirpus cespitosus L., Scirpe cespiteux.
- Isolepis fluitans (L.) R.Br., synonyme de Scirpus fluitans L., Scirpe flottant.
- Sesleria caerulea subsp. caerulea, synonyme de Sesleria albicans Kit. ex Schult., Seslérie blanchâtre.
- Sparganium minimum Wallr., Petit rubanier.
- Spiranthes spiralis (L.) Chevall, Spiranthe d'automne.

### Dicotylédones
- Aconitum napellus subsp. lusitanicum Rouy, synonyme d’A. napellus subsp. neomontanum (Wulfen) Gáyer, Aconit du Portugal.
- Alchemilla glaucescens Wallr., Alchémille glauque.
- Armeria alliacea (Cav.) Hoffmanns. & Link, Armérie faux-plantain.
- Atriplex glabriuscula Edmonston, Arroche de Babington.
- Buglossoides purpurocaerulea (L.) I.M.Johnst., synonyme de Lithospermum purpurocaeruleum L., Grémil bleu pourpre.
- Cardamine heptaphylla (Vill.) O.E.Schulz, synonyme de Dentaria pinnata Lam., Dentaire pennée.
- Centaurium littorale (Turner) Gilmour, Érythrée du littoral.
- Chrysosplenium alternifolium L., Dorine à feuilles alternes.
- Cicuta virosa L., Ciguë vireuse.
- Circaea × intermedia Ehrh., Circée intermédiaire.
- Cynoglossum germanicum Jacq., Cynoglosse d'Allemagne.
- Elatine hexandra (Lapierre) DC., Elatine à six étamines.
- Erica cinerea L., Bruyère cendrée.
- Erica tetralix L., Bruyère quaternée.
- Euphorbia palustris L., Euphorbe des marais.
- Fumana procumbens (Dunal) Gren. & Godr., Fumana vulgaire.
- Galium boreale L., Gaillet boréal.
- Galium saxatile L., Gaillet du Harz.
- Genista anglica L., Genêt d'Angleterre.
- Genista pilosa L., Genêt poilu.
- Gentiana cruciata L., Gentiane croisette.
- Gentiana pneumonanthe L., Gentiane pneumonanthe.
- Geranium sanguineum L., Géranium sanguin.
- Geranium sylvaticum L., Géranium des bois.
- Helosciadium repens (Jacq.) W.D.J.Koch, synonyme d’Apium repens (Jacq.) Lag., Ache rampante.
- Hypericum elodes L., Millepertuis des marais.
- Inula salicina L., Inule à feuilles de saule.
- Isopyrum thalictroides L., Isopyre faux-pigamon.
- Jacobaea paludosa (L.) P.Gaertn., B.Mey. & Scherb. , synonyme de Senecio paludosus L., Séneçon des marais.
- Laphangium luteoalbum (L.) Tzvelev, synonyme de Gnaphalium luteoalbum L., Gnaphale jaunâtre.
- Laserpitium latifolium L., Laser blanc.
- Lathraea squamaria L., Clandestine écailleuse.
- Lathyrus niger (L.) Bernh., Gesse noire.
- Lathyrus palustris L., Gesse des marais.
- Littorella uniflora (L.) Asch., synonyme de Littorella lacustris L., Littorelle des étangs.
- Lysimachia tenella L., synonyme d’Anagallis tenella (L.) L., Mouron délicat.
- Menyanthes trifoliata L., Ményanthe trèfle d'eau.
- Montia fontana L., Montie des fontaines.
- Myriophyllum alterniflorum DC., Myriophylle à fleurs alternes.
- Nymphoides peltata (S.G.Gmel.) Kuntze, Faux-nénufar.
- Ononis pusilla L., Bugrane naine.
- Orobanche major L. synonyme d’O. elatior Sutton, Orobanche élevée.
- Parnassia palustris L., Parnassie des marais.
- Pedicularis palustris L., Pédiculaire des marais.
- Phyteuma nigrum F.W.Schmidt, Raiponce noire.
- Pinguicula vulgaris L., Grassette commune.
- Polygala comosa Schkuhr, Polygala chevelu.
- Potentilla palustris (L.) Scop., synonyme de Comarum palustre L., Comaret des marais.
- Ranunculus hederaceus L., Renoncule à feuilles de lierre.
- Rubus saxatilis L., Ronce des rochers.
- Salix repens subsp. angustifolia (Wulfen) Neumann, Saule à feuilles étroites.
- Sisymbrium supinum L., Braya couchée.
- Sium latifolium L., Grande berle.
- Stellaria palustris Retz., Stellaire des marais.
- Tephroseris helenitis subsp. helenitis, synonyme de Senecio helenitis (L.) Schinz & Thell., Séneçon à feuilles spatulées.
- Teucrium montanum L., Germandrée des montagnes.
- Teucrium scordium L., Germandrée scordium.
- Thalictrum minus L., Petit pigamon.
- Thysselinum palustre (L.) Hoffm., synonyme de Peucedanum palustre (L.) Moench, Peucédan des marais.
- Ulex minor Roth, Petit ajonc.
- Ulmus laevis Pall., Orme lisse.
- Utricularia minor L., Petite utriculaire.
- Utricularia vulgaris L., Utriculaire commune.
- Vaccinium oxycoccos L., Canneberge.
- Veronica scutellata L., Véronique à écusson.
- Viola canina L., Violette de chien.
- Viola palustris L., Violette des marais.